# 内田正縄
内田 正縄（うちだ まさつな）は、江戸時代末期の大名。下総小見川藩の第9代藩主。小見川藩内田家12代。

## 生涯
天保5年（1834年）5月17日、第6代藩主・正容の三男として生まれる。文久3年（1863年）、兄で第8代藩主の正徳が死去したため、その養子として跡を継ぐが、わずか1年後の元治元年（1864年）6月25日に死去した。享年31。
跡を養子の正学が継いだ。

## 系譜
父母
- 内田正容（実父）
- 内田正徳（養父）

養子
- 内田正学 ー 内田正路の次男